# Rietheim-Weilheim
Rietheim-Weilheim es un municipio alemán con unos 2650 habitantes en el distrito de Tuttlingen en el estado federado de Baden-Wurtemberg. Rietheim y Weilheim se fusionaron el 1 de enero de 1975.